# Lmg 25

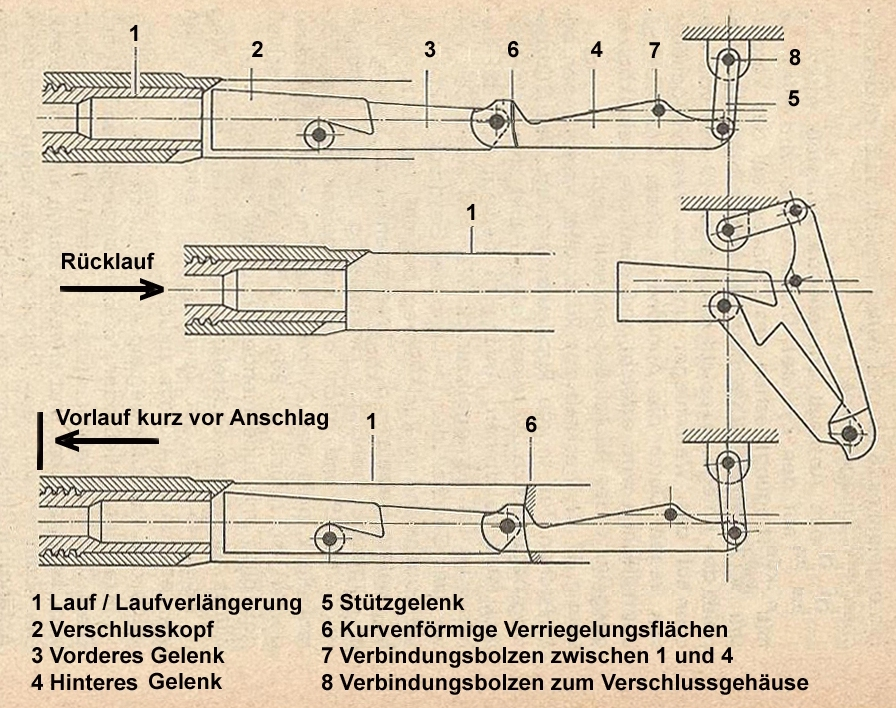
Funktion des Lmg 25 Kniegelenkverschlusses

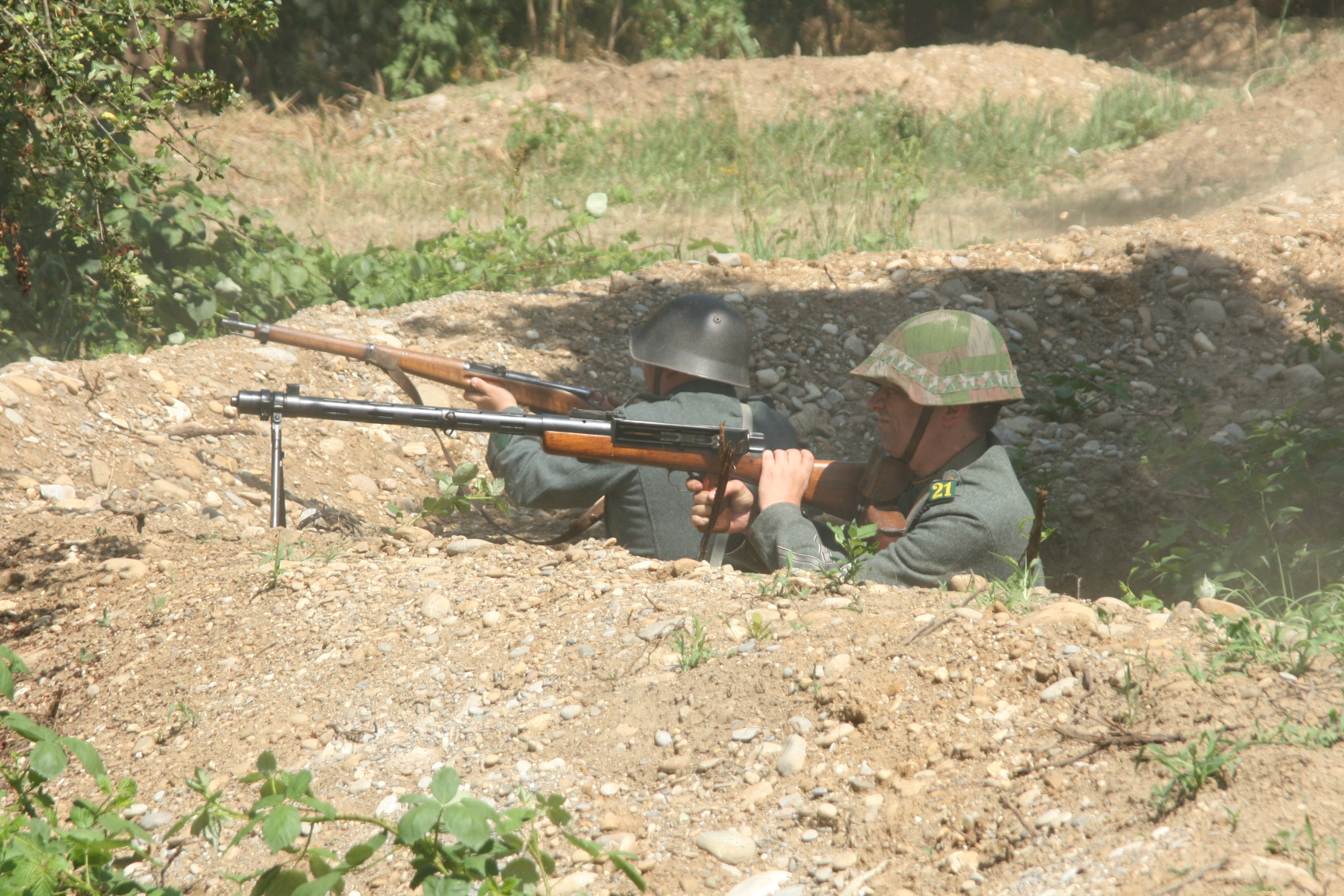
Lmg 25 im Einsatz

Das Leichte Maschinengewehr 1925, abgekürzt Lmg 25, war das erste von einem Mann tragbare Maschinengewehr der Schweizer Armee. Geführt wurde es von 1925 bis in die 1960er-Jahre; danach wurde es durch das Sturmgewehr 57 und später durch das 2005 beschaffte LMg 05 abgelöst.

## Übersicht
Das Lmg 25 ist ein zuschießender Rückstoßlader mit kurz zurückgleitendem Lauf und Kniegelenkverschluss, ähnlich der deutschen Pistole 08.
Herstellerfirma war die Waffenfabrik Bern, der Konstrukteur war Oberst Adolf Furrer, Direktor der Waffenfabrik Bern. Das Lmg 25 ist leichter als damalige wassergekühlte Maschinengewehre, war aber aufwendiger hergestellt und damit teurer. Im Unterschied zur Pistole 08 wird der Kniegelenkverschluss des Lmg 25 nicht durch eine Steuerkurve, sondern durch ein an der Verlängerung des Hintergelenkes angebrachtes Stützgelenk geknickt. Das Lmg 25  gilt als zielgenau, ist aber verschmutzungsanfällig wegen grossen Reibflächen und geringen Fertigungstoleranzen sowie der zur Funktion des Kniegelenkes notwendigen großen seitlichen Öffnung des Verschlussgehäuses, deren Schließklappe sich beim ersten Schuss automatisch öffnet. Die Zuführung der Munition erfolgt von rechts mittels Magazin, der Auswurf der Hülsen nach links. In der Regel schießt das Lmg mit Vorlaufzündung, d. h. der Schuss wird ausgelöst, wenn sich das verriegelte System noch im Vorlauf befindet. Dadurch wird vermieden, dass dieses auf das Gehäuse aufschlägt, was bewirkt, dass das Lmg einen konstanten Rückschlag, eher Rückschub hat, was sich auf die Schusspräzision positiv auswirkt. Da daher Patronenrückstoß und Rohrrücklauf sehr präzise aufeinander abgestimmt sein müssen, wurde für die einwandfreie Funktion bei stark abwärts geneigter Waffe ein Umschalter angebracht, mit dem der Zündzeitpunkt durch den Schützen verzögert werden konnte.
Das Lmg 25 wurde in der Schweizer Armee zur Verstärkung der Feuerkraft als Hauptwaffe der leichten Infanterieeinheiten eingesetzt. In der Füsiliergruppe wurde es von 2 Mann bedient und vom Gruppenführer geleitet. Der Rest der Gruppe war mit Karabiner 31 und Maschinenpistole bewaffnet. Die Lafette diente nebst dem Zweibein (Vorderstütze) als Zielhilfe und ermöglichte präzisere Schussgruppen auf größere Distanzen. Die hinten am Kolben angebrachte Hinterstütze war in ihrer Länge verstellbar und konnte auch als Handgriff am Vorderschaft angebracht werden, was Schießen aus dem Stand vereinfachte. Mit einem Flab-Visier konnte das lafettierte Lmg 25 auch zur Fliegerbekämpfung eingesetzt werden. Die Lafette wurde nach dem Zweiten Weltkrieg nur noch sporadisch verwendet.
Das Lmg wurde auch in zahlreichen Festungen verwendet. Um die Waffe in Befestigungsanlagen einzusetzen, wurde vorne die Zweibeinstütze entfernt und an ihrer Stelle eine Halterung angebracht, die das Schießen aus der Scharte ermöglichte.
Im Gegensatz zum Mg 11 war das Lmg 25 luftgekühlt. Im Gefecht war ein Laufwechsel nach 6 Magazinen (180 Schuss) vorgesehen, um den Lauf nicht zu überhitzen. Ein Wechsel war jedoch weniger häufig vorzunehmen, wenn nur kurze Serien (5–8 Patronen) geschossen wurden und sich der Lauf abkühlen konnte. Theoretisch dauerte der Laufwechsel 17 Sekunden.

## Versionen
- Lmg 25: Standardversion
- Lmg 25, Spezialausführung für die Kavallerie mit Klappschaft: Anstelle des festen Kolbens konnte dieser zum einfacheren Transport abgeklappt werden. Bei der Lafette für die Kavallerie war zudem das hintere Bein kürzer.
- Lmg 25 mit Zielfernrohrschiene: Eine Montageschiene für ein Zielfernrohr wurde bei einigen Lmg 25 nachträglich angebracht.